# Xã Scotch Grove, Quận Jones, Iowa
Xã Scotch Grove (tiếng Anh: Scotch Grove Township) là một xã thuộc quận Jones, tiểu bang Iowa, Hoa Kỳ. Năm 2010, dân số của xã này là 410 người.